# Huize "Rozengaarde"
Huize "Rozengaarde" is een hoorspel van Jack Gerzon. Het werd vertaald door Anne Ivitch en de VARA zond het uit op woensdag 18 maart 1970 (met een herhaling op woensdag 2 september 1970). De regisseur was Jan C. Hubert. Het hoorspel duurde 38 minuten.

## Rolbezetting
- Eva Janssen (mevrouw de weduwe Hommel)
- Willie Brill (mejuffrouw Bleester)
- Jan Borkus & Corry van der Linden (het liefdespaar van de TV)

## Inhoud
In Huize "Rozengaarde", in de flat van mevrouw de weduwe Emmy Hommel-Kruit, heerst een enigszins gespannen sfeer vanwege het feit dat haar gezelschapsjuffrouw, mejuffrouw Bertha Theodora Bleester, naar de zin van haar mevrouw te lang op stap is geweest om koteletten te bemachtigen. Mevrouw Hommel heeft een hekel aan ‘t verspillen van tijd; zij heeft een hekel aan iedere verspilling! Aan de andere kant vindt ze dat een mens behoorlijk moet eten. Sinds het overlijden van wijlen haar echtgenoot heeft ze daar alle aandacht aan besteed en dankzij kamergymnastiek en verstandig eten heeft ze voor haar 62 jaar nog een uitstekend figuur. Neem nu mevrouw Klaver van de flat boven. Dat was altijd maar sukkelen. De ene operatie na de andere. Gisteren is ze gestorven. En nu weet mevrouw Simons, van parterre, te vertellen dat meneer Bakker, de huisbewaarder, heeft verkondigd dat de maatschappij van Huize "Rozengaarde" de flat van mevrouw Klaver verhuurd heeft aan een man! De weduwe Hommel kent de mannen. Ze heeft wel aanbidders gehad; ze was wat je noemt gezocht in haar jonge jaren. En nu een man vlak boven haar… Hier in een residentie waar nog nooit een man gewoond heeft! Waar tot nu toe alleen maar gefortuneerde weduwen en andere ongehuwde dames hun domicilie gehad hebben…